# Stenoptilodes altiaustralis
Stenoptilodes altiaustralis là một loài bướm đêm thuộc họ Pterophoridae. Nó được tìm thấy ở Peru.
Sải cánh dài khoảng 30 mm. Con trưởng thành bay vào tháng 3 và tháng 8.